# Sebastià Vidal Barceló «Sostre»
Sebastià Vidal Barceló «Sostre» (Cas Concos des Cavaller, Felanitx, 1888 - 1966). Glosador.
Com la majoria de glosadors, era un home del poble, d'escassa formació i autodidacta. Feia de pagès. Les seves primeres cançons les va fer als desset o devuit anys i l'afecció al glosar va sortir de la necessitat de dir coses belles a l'enamorada. Les seves primeres cançons són sempre dedicades i a manera de poesies. La primera plagueta de gloses publicada per en «Sostre» és El profit del mal obrar. Un fill abandonat dels seus pares, la història d'en Joan "Vaqueret" que era un dels seus millors amics. Publicada a l'entorn de 1908 conté 60 estrofes de sis versos octosíl·labs. El 1912 Sebastià Vidal es va casar amb Catalina Gomila i varen tenir cinc fills. El 1919 emigrà a l'Havana amb la intenció de fer-hi fortuna. Tanmateix, un any i mig després tornà a Mallorca amb els diners justs per pagar el passatge. A la tornada afirmà que "L'Havana és aquí":
| «                         | L'Havana és una riquesa, país de molts de doblers. No les troben pes carrers, les guanyen es jornalers treballant hores d'excés o prenent alguna empresa; però aquell que té peresa, pateix tanta de pobresa com a Mallorca, o més. | » |
| — Sebastià Vidal "Sostre" | |   |

En la seva producció com a glosador utilitzà una certa diversitat de formes estròfiques. Destaquen els glosats llargs, motivats per festivitats religioses. També publicà la plagueta "Un mandrungo de totas herbas", editat sense data. Participà en combats de gloses amb Jaume Calafat, Bartomeu Crespí, Llorenç Capellà i Joana Cartera entre d'altres.